# Сухоставський Григорій Тимофійович
Григорій Тимофійович Сухоставський (1907 — ?) — український радянський діяч, бригадир тракторної бригади Білокуракинської МТС Донецької (тепер — Луганської) області. Депутат Верховної Ради СРСР 1-го скликання.

## Життєпис
Освіта початкова. У 1930 році вступив до комсомолу.
З 1932 року — помічник бригадира, бригадир тракторної бригади Білокуракинської машинно-тракторної станції (МТС) Донецької (тепер — Луганської) області.
Кандидат у члени ВКП(б) з 1938 року.

## Нагороди
- орден Леніна (30.12.1935)